# East McHenry (Dakota del Norte)
East McHenry es un territorio no organizado ubicado en el condado de McHenry en el estado estadounidense de Dakota del Norte. En el Censo de 2010 tenía una población de 86 habitantes y una densidad poblacional de 0,18 personas por km².

## Geografía
East McHenry se encuentra ubicado en las coordenadas 48°14′10″N 100°21′52″O / 48.23611, -100.36444. Según la Oficina del Censo de los Estados Unidos, East McHenry tiene una superficie total de 466.15 km², de la cual 454.7 km² corresponden a tierra firme y (2.46%) 11.45 km² es agua.

## Demografía
Según el censo de 2010, había 86 personas residiendo en East McHenry. La densidad de población era de 0,18 hab./km². De los 86 habitantes, East McHenry estaba compuesto por el 100% blancos, el 0% eran afroamericanos, el 0% eran amerindios, el 0% eran asiáticos, el 0% eran isleños del Pacífico, el 0% eran de otras razas y el 0% pertenecían a dos o más razas. Del total de la población el 0% eran hispanos o latinos de cualquier raza.